# استاندارد چارترد هنگ کنگ
استاندارد چارترد هنگ کنگ (انگلیسی: Standard Chartered Hong Kong) شرکت خدمات مالی و بانکداری هنگ کنگی است، که در سال ۱۸۵۹ تأسیس شد.